# Generation Rx
Generation Rx es el séptimo álbum de estudio de la banda estadounidense de pop punk Good Charlotte. Fue lanzado el 14 de septiembre de 2018 bajo el sello discográfico MDDN, BMG.

## Antecedentes y producción
Good Charlotte lanzó su sexto álbum Youth Authority en julio de 2016, el primero desde que entraron en un paréntesis en 2011. A principios de 2018, la banda estaba reflexionando, habiendo tocar en el funeral del rapero Lil Peep a principios de noviembre de 2017. Benji Madden dijo, ya que el grupo a menudo seguiría sus sentimientos y no se centraría en nada más, se inspiraron para escribir un nuevo disco.
Con Zakk Cervini y Benji Madden sirviendo como productores, el álbum fue grabado en la sede de la compañía de hermanos MDDN en Los Ángeles, California. Las sesiones comenzaron en enero de 2018 y concluyeron en marzo. Benji Madden dijo que el proceso de grabación se sintió similar a sus primeros tres álbumes, en el sentido de que hicieron música únicamente por sentimiento.

## Composición
La epidemia de opiáceos inspiró el título del álbum Generación Rx. Rx se usa a menudo como abreviatura de recetas médicas en los Estados Unidos. El álbum inicialmente tenía el título funcional «Cold Song», pero se cambió después de que la banda se dio cuenta de que el dolor era un tema recurrente en todo el álbum. Generación Rx habla sobre varios temas: la epidemia de opiáceos, las luchas con la salud mental dificultad con la autoestima, y el efecto de la religión organizada en la vida de otras personas. Según Joel Madden, el álbum fue «todo sobre esa lucha interna, y ... la experiencia emocional por la que todos estamos pasando que nos lleva a un lugar donde queremos matar el dolor que hay en todos nosotros».
«Actual Pain» surgió poco después de que la banda actuara en el servicio conmemorativo de Peep, quien era un gran admirador del grupo. Benji Madden dijo que la canción presentaba elementos de todos sus álbumes anteriores. "Prayers" es un comentario sobre la cultura que rodea la frase «pensamientos y oraciones». Joel Madden dijo «California (The Way I Say I Love You)» fue una «carta de amor» para sus hijos, y fue un intento de darle al álbum un final «esperanzador».

## Lista de canciones
Todas las canciones escritas y compuestas por Good Charlotte. 
| N.º | Título                                  | Duración |  |
| 1.  | «Generation Rx»                         | 2:07     |  |
| 2.  | «Self Help»                             | 3:23     |  |
| 3.  | «Shadowboxer»                           | 3:03     |  |
| 4.  | «Actual Pain»                           | 3:43     |  |
| 5.  | «Prayers»                               | 3:50     |  |
| 6.  | «Cold Song»                             | 3:42     |  |
| 7.  | «Leech» (con Sam Carter)                | 3:20     |  |
| 8.  | «Better Demons»                         | 3:58     |  |
| 9.  | «California (The Way I Say I Love You)» | 4:18     |  |

## Personal
Banda
- Joel Madden - Voz, guitarra
- Benji Madden - Guitarra
- Billy Martin - Guitarra, teclado
- Dean Butterworth - Batería
- Paul Thomas - Bajo